# Warenhaus Tietz (Berlin, Leipziger Straße)

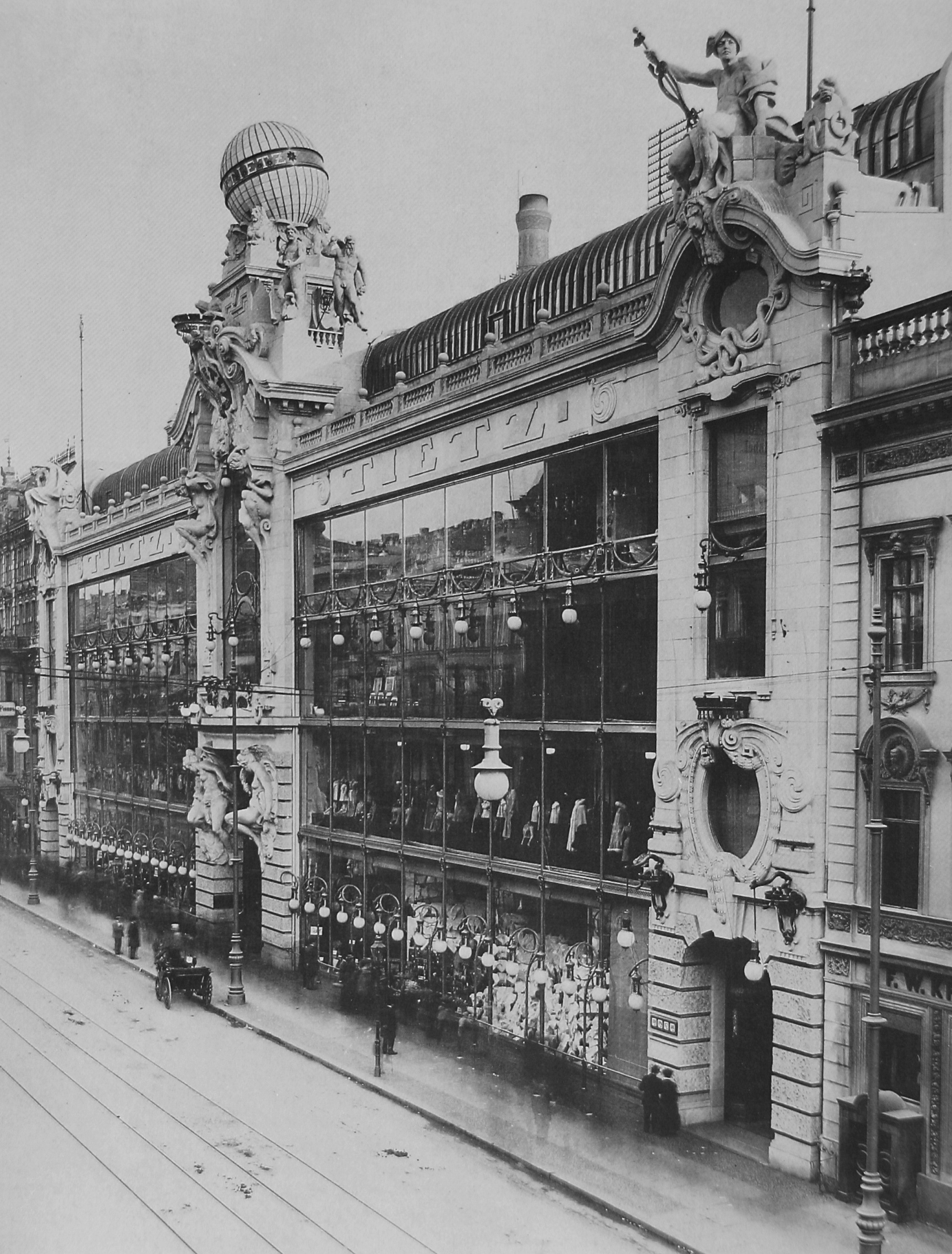
Ansicht von Nordwesten (1900/01)

Das Warenhaus Tietz war ein 1900 eröffnetes Warenhaus der Hermann Tietz OHG an der Leipziger Straße 46–49 in Berlin. Es war das erste große Warenhaus des Unternehmens in der Reichshauptstadt. Der von Lachmann & Zauber (Innenausbau und Eisengerüstkonstruktion) und Bernhard Sehring (Fassade) entworfene Bau ist rückblickend wegen seiner Glasvorhangfassade bedeutend, fiel in der damaligen Architekturkritik allerdings durch. Er war bei seiner Erbauung einer der größten und aufwändigsten Warenhausbauten und stand in direkter Konkurrenz zum wenige Jahre früher errichteten Warenhaus Wertheim, das sich ebenfalls an der Leipziger Straße befand (Nr. 132/33).
Die jüdischen Eigentümer wurden 1933/34 enteignet und das Warenhaus wie alle des Konzerns als Hertie betrieben. Bei den Luftangriffen auf Berlin im Zweiten Weltkrieg wurde es stark zerstört, die Ruine später abgerissen.

## Beschreibung

### Ursprünglicher Bau (Lachmann & Zauber / Sehring, 1899–1900)
Das Gebäude lag an der Leipziger Straße 46–49 innerhalb geschlossener Bebauung und erstreckte sich bis zur südlich gelegenen Krausenstraße. Seiten- und Mittelrisalite waren in Naturstein aufgeführt und wiesen ein überbordendes neobarockes Formenvokalubar mit Elementen des Jugendstils auf, während die dazwischen liegenden Flächen vom Erdgeschoss bis zum Abschlussgesims mit Attika ohne größere Gliederungen vollkommen verglast waren. Diese Glasflächen hatten eine Länge von 26 Metern und eine Höhe von 17,5 Metern. Auf dem Mittelrisalit türmte sich über dem geschwungenen und gesprengten Giebel Skulpturenschmuck, der oben den Tietz-Globus trug. Das dahinter liegende Dach war als verglaste Halbtonne mit starken Profilen ausgeführt. Über den Eingang und unter dem Giebel waren weitere Figuren angebracht, ebenso auf den seitlichen Giebeln. An die schlichten Profile der Glasscheiben waren im Erdgeschoss je zwei Kugelleuchten angebracht.

Die Fassade zur Krausenstraße wies ein konservatives neogotischen Formenvokabular auf und erzeugte den Eindruck von mehreren Einzelbauten.

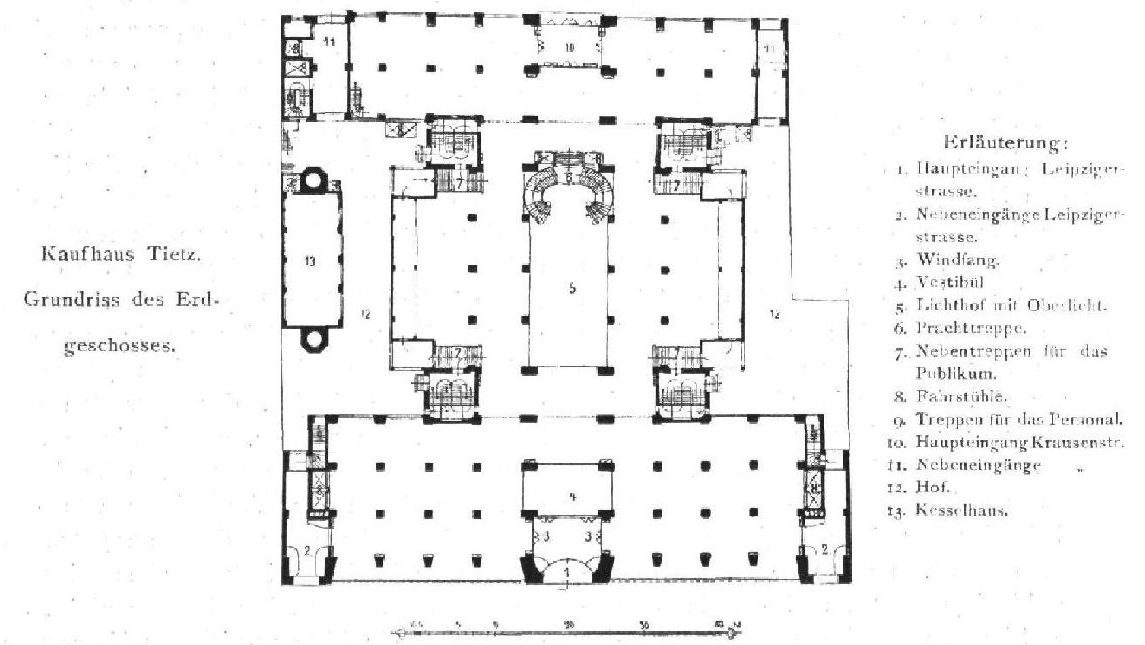
Grundriss des Erdgeschosses
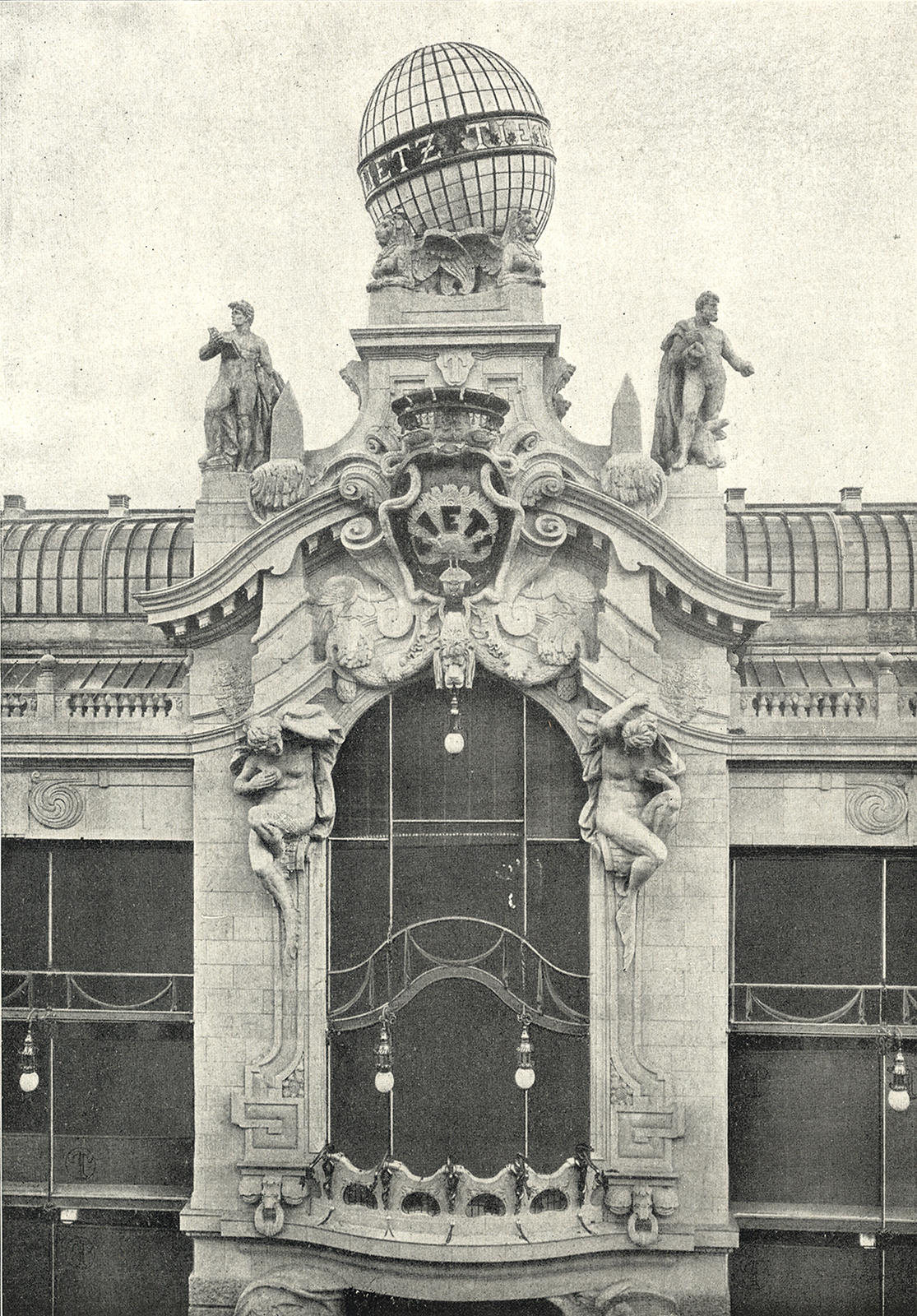
Oberer Teil des Mittelrisalits
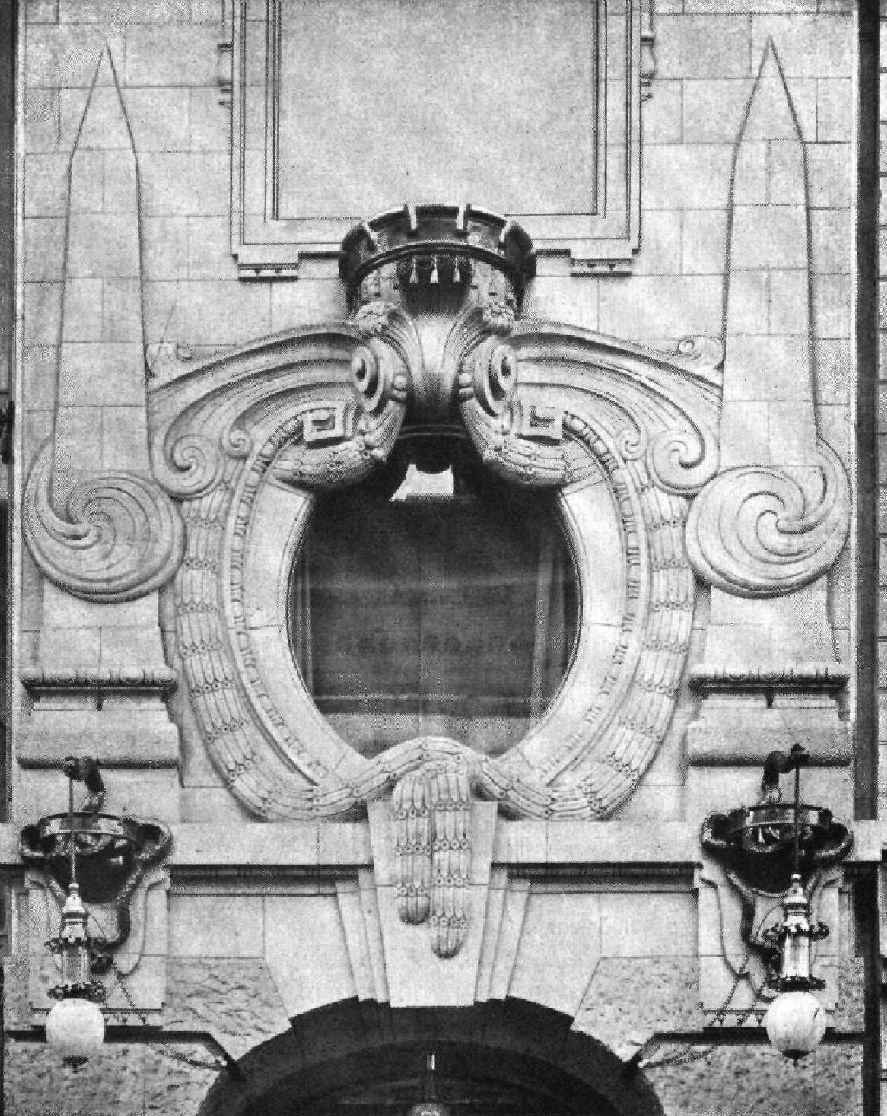
Fassadendetail über dem Nebeneingang
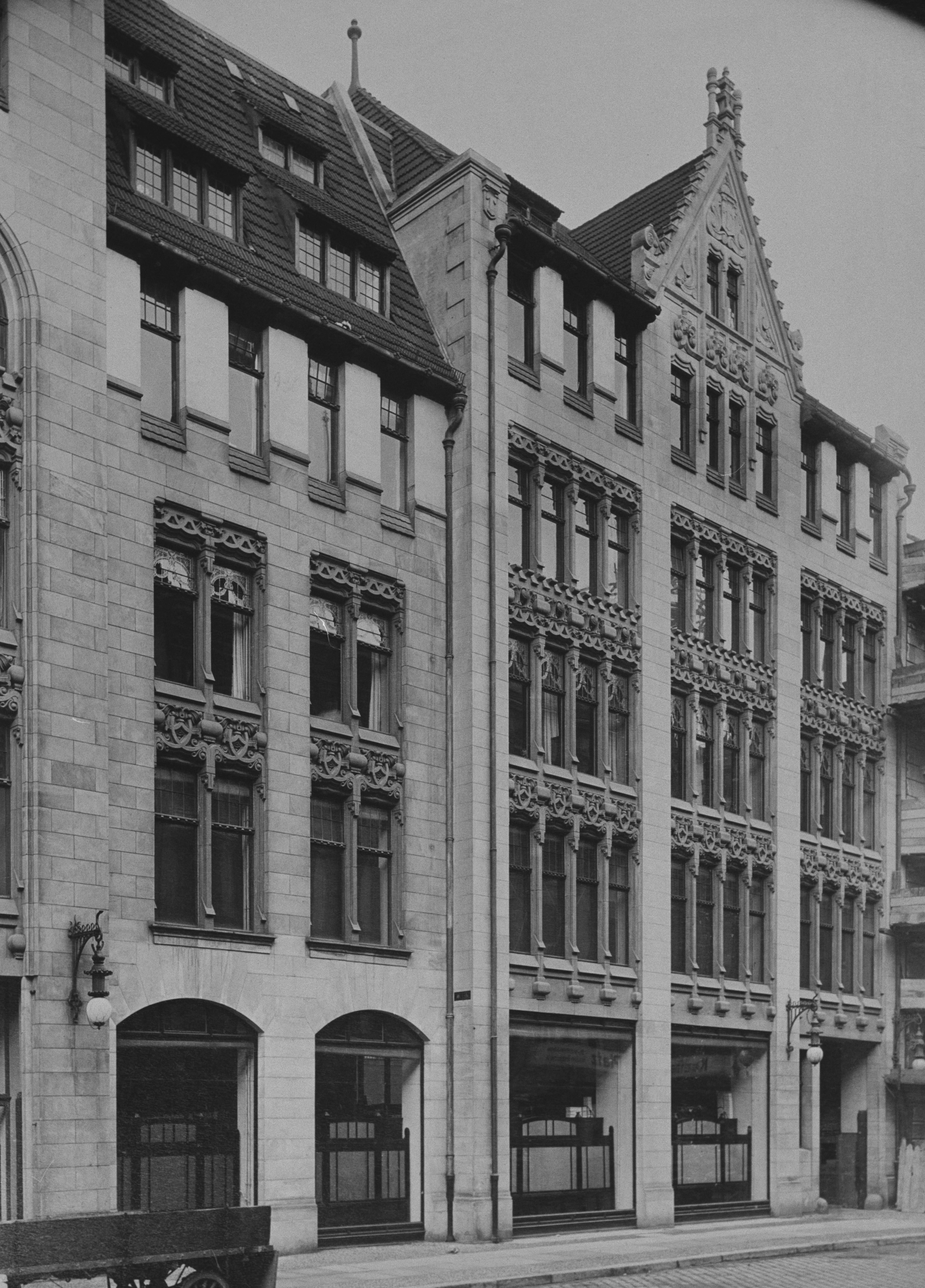
Fassade zur Krausenstraße
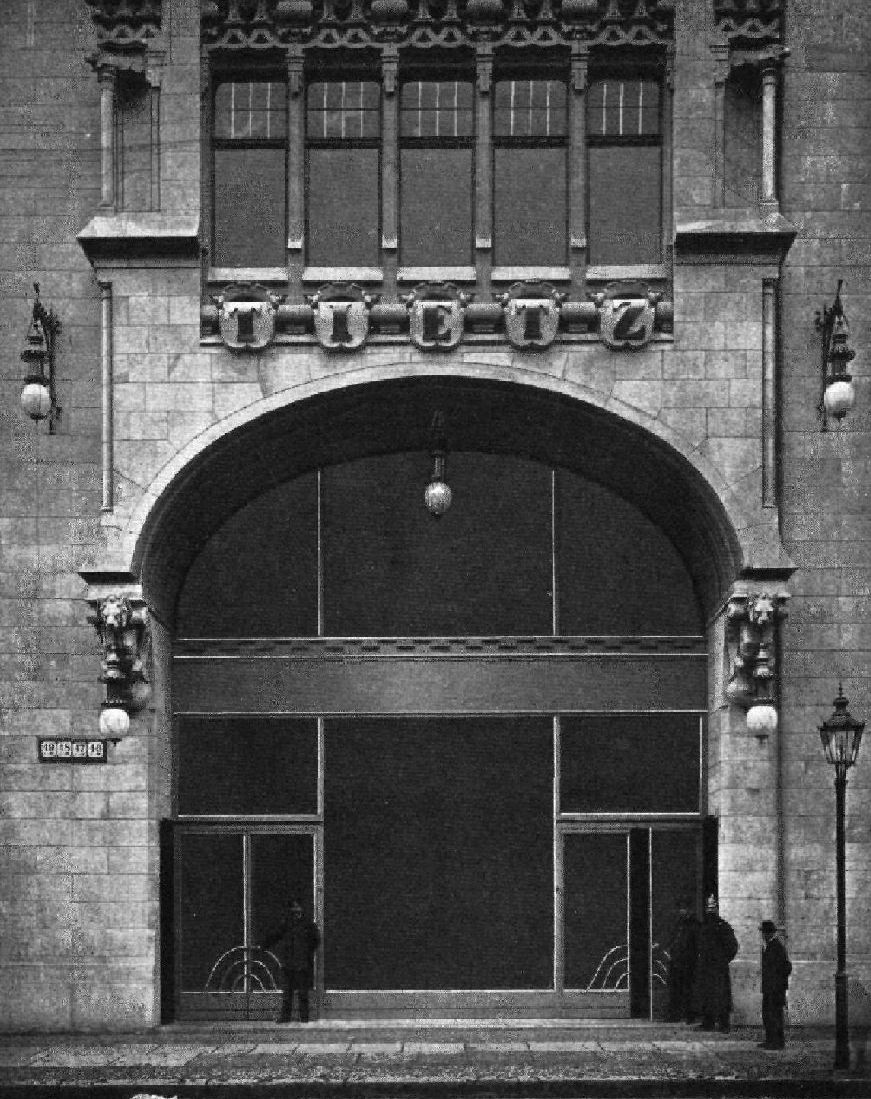
Haupteingang in der Krausenstraße
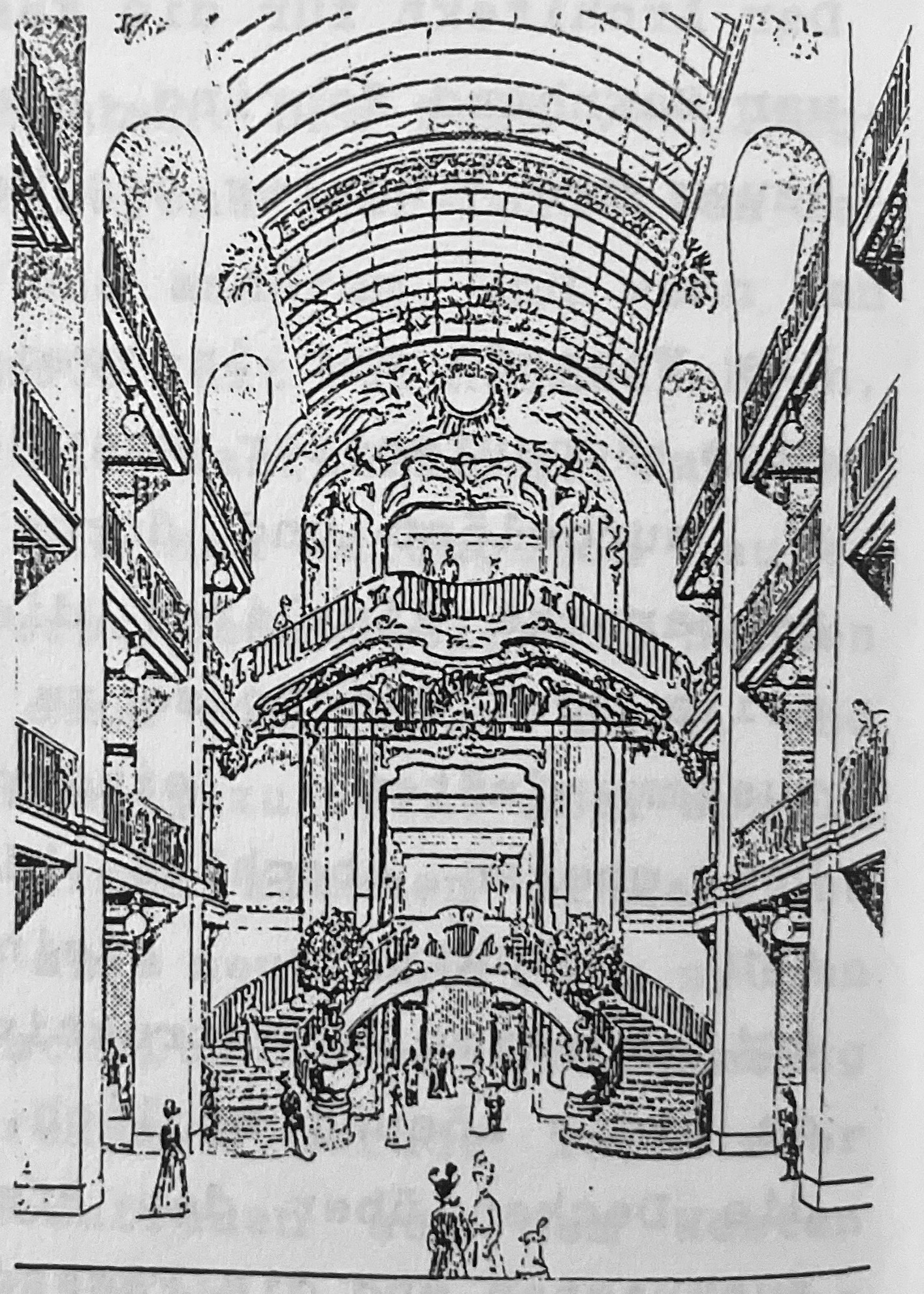
Großer Lichthof

### Erweiterung (Cremer & Wolffenstein, 1909/12)

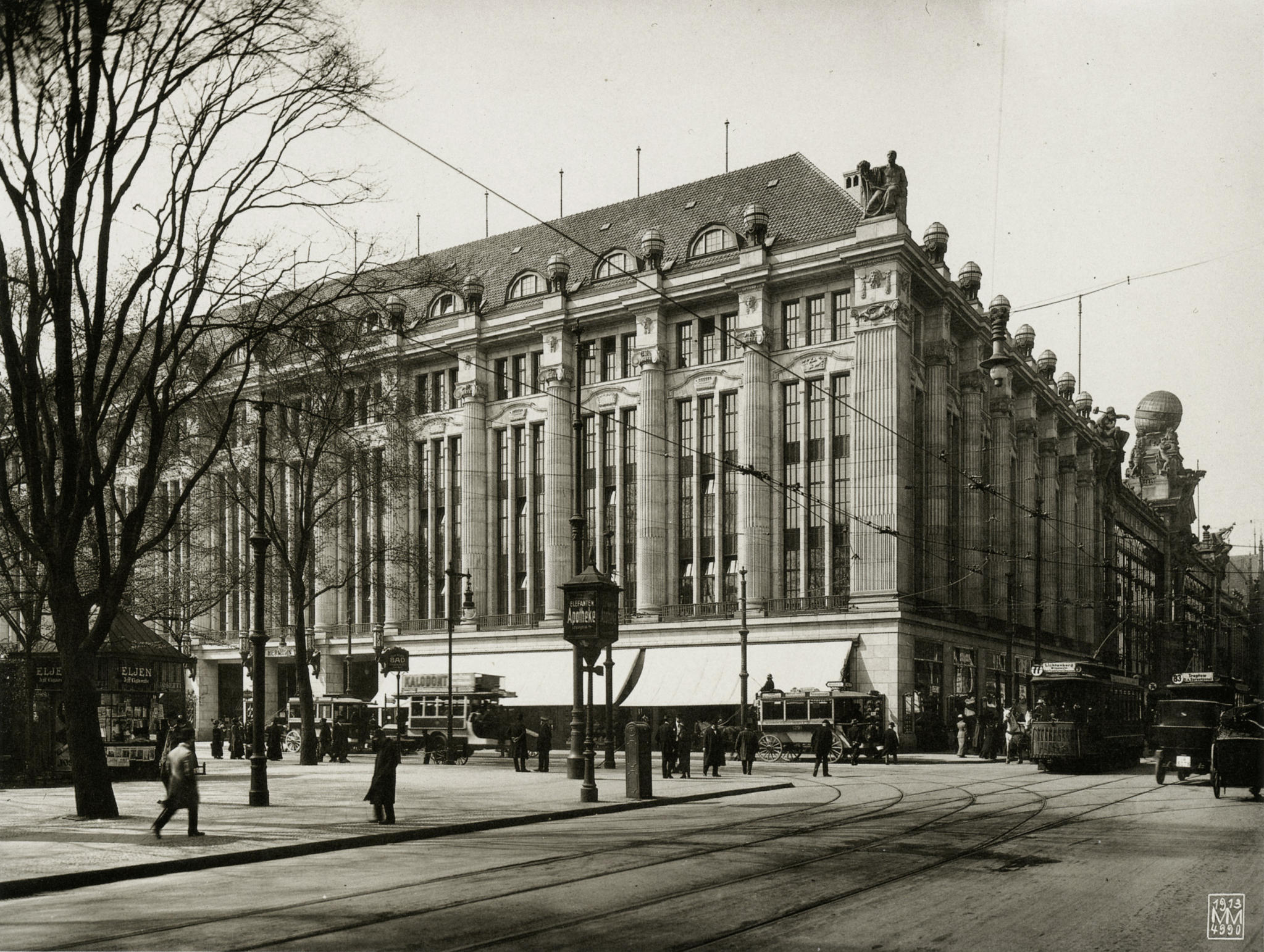
Erweiterung am Dönhoffplatz (1913)

1909 oder 1912 wurde das Warenhaus durch die Architekten Cremer & Wolffenstein nach Osten bis zum Dönhoffplatz erweitert. Über einem Sockelgeschoss waren drei Geschosse durch Säulen in ionischer Kolossalordnung zusammengefasst. Ein viertes Geschoss war in der Gebälk- und Kapitellzone untergebracht. Die Säulen waren als vorgestellte Dreiviertelsäulen ausgebildet, das Gebälk verkröpft. Zwischen den Säulen waren die Geschosse durch drei Fensterbahnen zusammengefasst, die von einem in Voluten auslaufenden geschweiften Giebel bekrönt wurden. Je drei Fenster unterbrachen den nur schwach angedeuteten Architrav. Auf einer Attika standen in Achse zu den Säulen ausgerichtete Wertheim-Globen.

## Geschichte

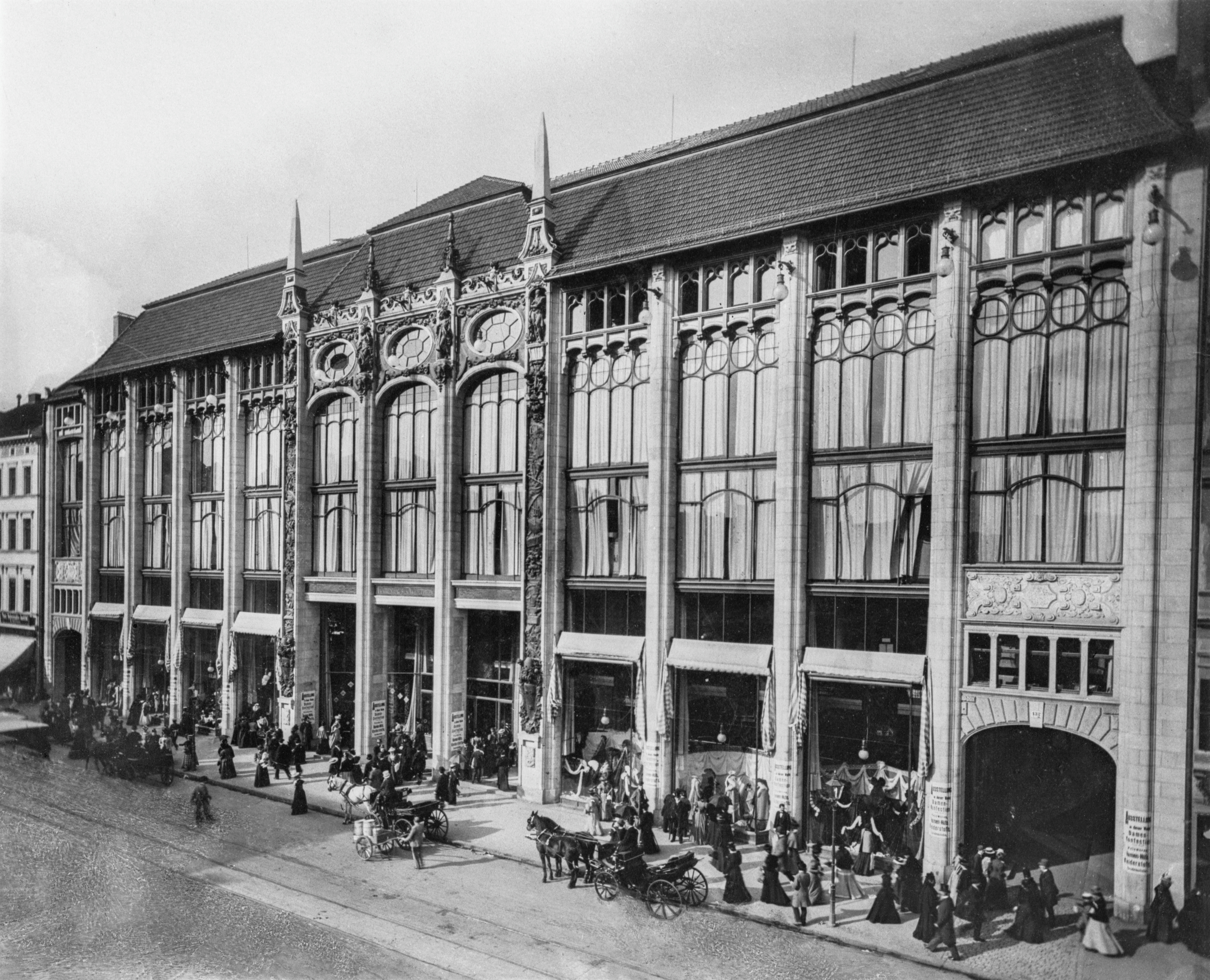
Wichtigste Konkurrenz: Warenhaus Wertheim, Leipziger Straße, 1896 eröffnet

Dem Unternehmer Oscar Tietz gelang es innerhalb kurzer Zeit von der Gründung des nach dem Onkel und Geldgeber benannten Geschäftes in Gera 1882 zu einem der wichtigsten Warenhausunternehmer aufzusteigen. Nach Geschäftsgründungen in Weimar (1886), Karlsruhe (1888), München (1889) und Straßburg (1891) eröffnete 1897 das erste Warenhaus Hermann Tietz in Hamburg.
Nach diesen erfolgreichen Unternehmungen wagte man die Gründung eines Warenhauses in der Reichshauptstadt und verlegte 1898 seinen Hauptsitz von München nach Berlin. In nur elf Monaten wurde von Ende 1899 bis September 1900 durch die Architekten Lachmann & Zauber (Innenausbau und Eisengerüstkonstruktion) und Bernhard Sehring (Fassade) der Warenhausneubau an der Leipziger Straße erbaut. Tietz konnte dafür für rund 5 Millionen Mark eine Reihe von Häusern erwerben, die ein 5.500 Quadratmeter großes Grundstück ergaben. Unter den dafür abgerissenen Häusern befand sich auch das bekannte sogenannte „Konzerthaus“. Die Baukosten beliefen sich auf 3,5 Millionen Mark bei 20.000 Quadratmeter Geschossfläche. Dem Warenhaus in der Leipziger Straße folgten bald die Häuser am Alexanderplatz (1905, erweitert 1908 und 1911) und in der Frankfurter Allee (1908). Das Haus an der Leipziger Straße ließ man 1909 oder 1912 durch Cremer & Wolffenstein, die für Tietz bereits am Alexanderplatz geplant hatten, zum Dönhoffplatz erweitern. Möglich wurde dies erst nach dem Ankauf des Eckhauses mit 115 Quadratmeter Grundstücksfläche an der Leipziger und Jerusalemer Straße für den Rekordpreis von 4,5 Millionen Mark.
Die Hermann Tietz OHG wurde 1933/34 enteignet und in Hertie umbenannt. Bei den Luftangriffen auf Berlin im Zweiten Weltkrieg wurde es stark zerstört, die Ruine später abgerissen. Auf dem Gelände entstanden Wohnhochhäuser und 1975 eine HO-Kaufhalle, in der sich heute ein Lidl-Discounter befindet (Stand: 2025).

## Architektur und Rezeption
Der Grundriss orientierte sich stark am kurz zuvor fertiggestellten Warenhaus Wertheim in der Leipziger Straße, besonders in der zentralen Anordnung des Lichthofes. Von der sonst sehr viel rezipierten Wertheimfassade übernahm Sehring das von Messel entwickelte Pfeilersystem aber nicht. Vielmehr steht diese am Ende einer Entwicklungslinie von französisch geprägten Warenhäusern, die die Verglasung der Wandfläche zur maximalen Belichtung des Innenraums immer weiter vergrößerten.
Diese Warenhäuser des Typus „Eisenstützen-Konstruktion“ blieben in Deutschland vor dem Ersten Weltkrieg jedoch in der Unterzahl. Beispiele sind neben dem Tietz das Warenhaus Hirsch in Spandau (1901), in Frankfurt am Main das Warenhaus Schmoller (Grand Bazar) von 1896 sowie dessen Erweiterung von Victor Horta (1905) oder das Warenhaus Knopf in Straßburg von Berninger & Krafft (1898). Ferner sind das Warenhaus S. Kander in Mannheim, Breite Straße (1900), der „Passagebau“ von Leonhard Tietz in Köln, Hohe Straße (1902), das Warenhaus Althoff (1903) in Essen, Warenhaus Hermann Tietz in Gera (1903–04) sowie Warenhaus Gebr. Heilbuth (1902–03) in Hannover, Karstadt in Braunschweig und Altona (beide 1903) und Warenhaus Gebrüder Barasch in Breslau (1904) und Warenhaus Bormaß in Wiesbaden (1905) zu nennen.
Die zeitgenössische Architekturkritik war fast ausnahmslos negativ. Hans Schliepmann verglich in der Berliner Architekturwelt das Warenhaus Tietz mit dem Wertheim-Bau von Messel und gab diesem den klaren Vorzug. Beim Tietz seien „der Reklame alle ästhetischen Bedenken geopfert.“

Aus architekturgeschichtlicher Perspektive erscheint vor allem die sehr große fast ungegliederte Glasfront bemerkenswert. Ermöglicht wurde dies durch die Konstruktion als Vorhangfassade: die Pfeiler wurden in das Gebäudeinnere verlegt und die Fassade inklusive der steinernen Attika an die vorkragenden Geschossdecken vorgehängt. Es handelte sich um eine der frühesten Vorhangfassaden, möglicherweise sogar um die erste in Europa. Zur Rezeption dieser Glasfassade kam es im Warenhausbau in der Folge allerdings kaum, was auch wesentlich mit der 1906/07 erlassenen „Sonderanforderung an Warenhäuser und an solche andere Geschäftshäuser, in welchem größere Mengen brennbarer Stoff feilgehalten werden“ zusammenhängt. Diese begrenzte Fensterflächen auf zwei Quadratmeter und forderte ausladende Gesimse zwischen den Obergeschossen.

Warenhäuser des Typus „Eisenstützen-Konstruktion“
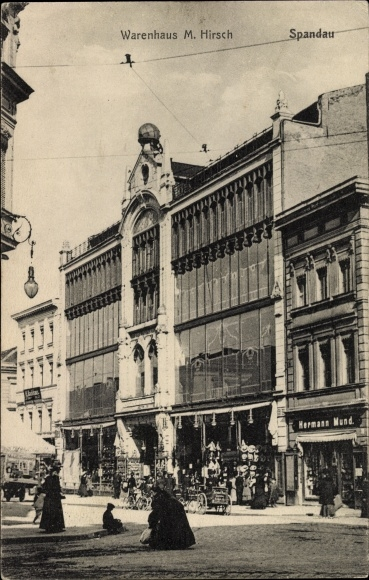
Warenhaus Hirsch, Spandau (1901)
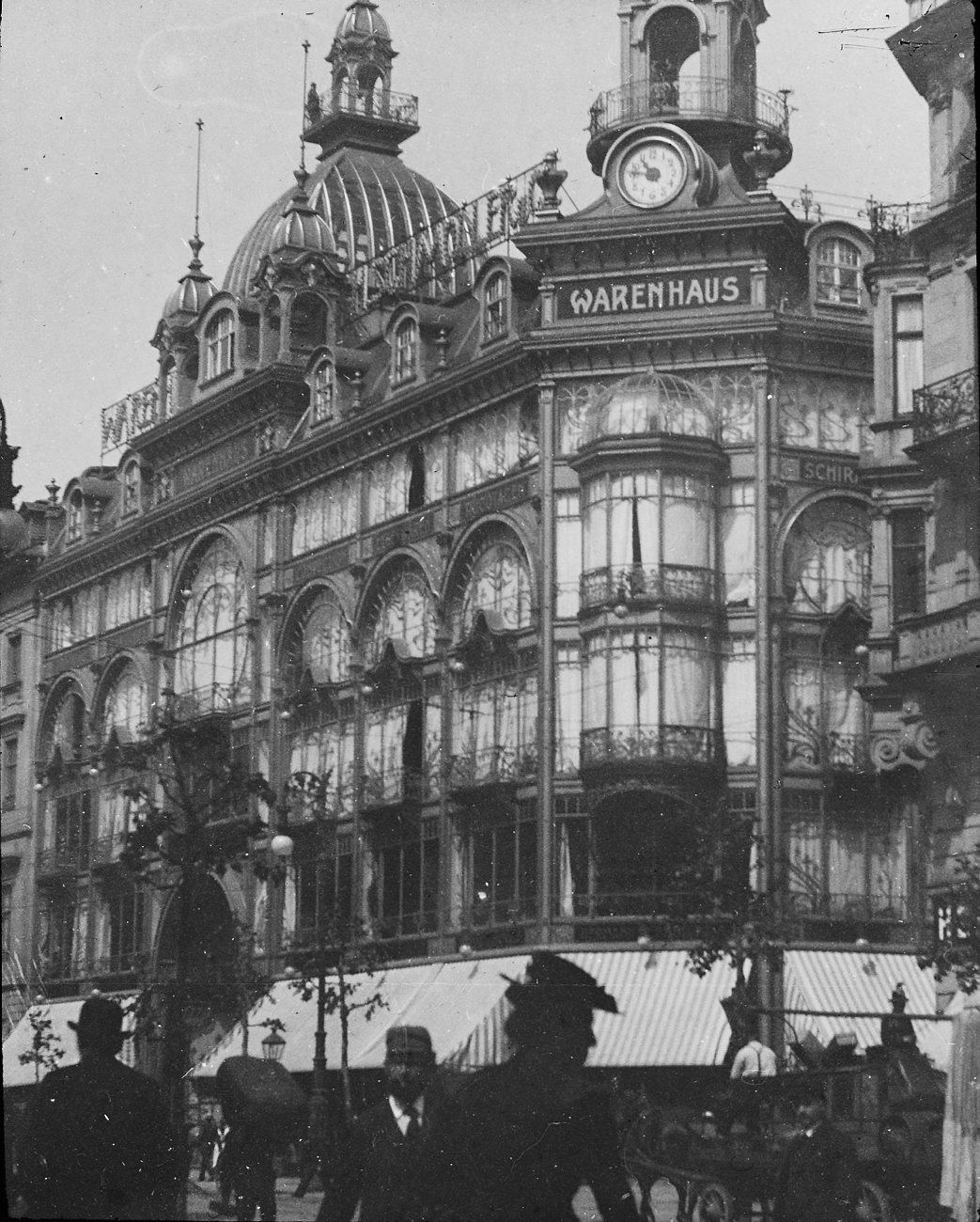
Warenhaus Schmoller (Grand Bazar), Frankfurt am Main (1896)
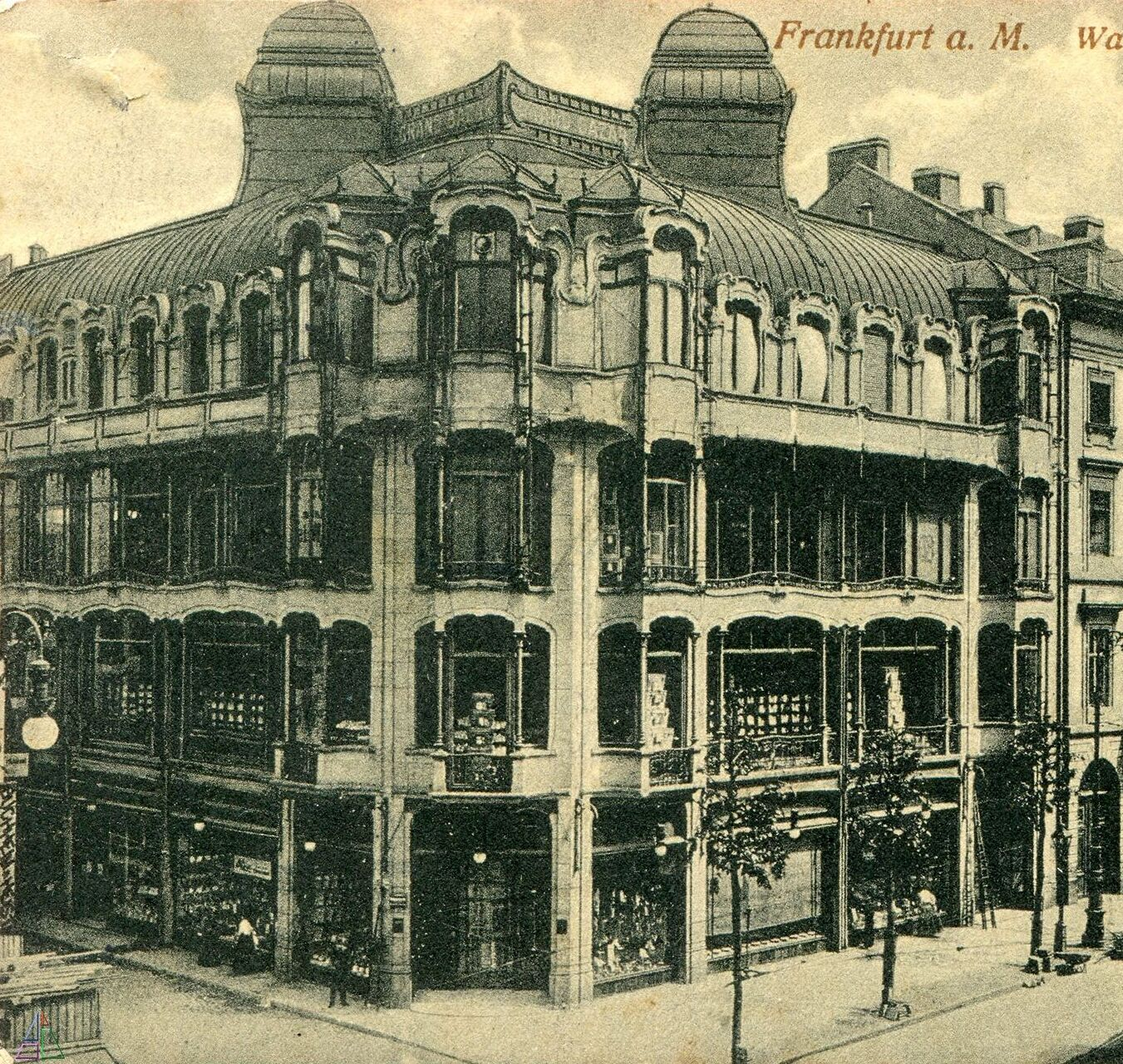
Grand Bazar, Frankfurt am Main (Erweiterung 1905)
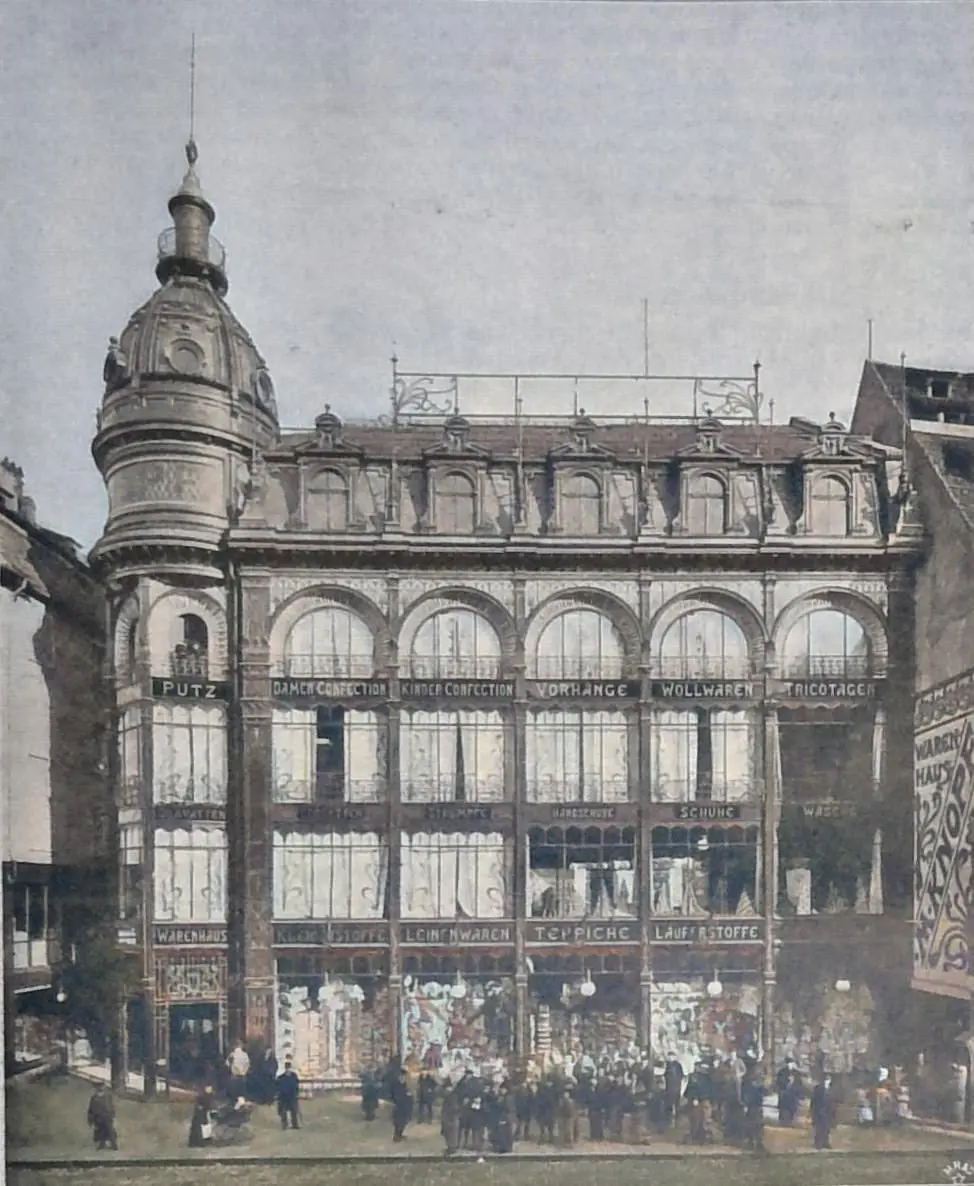
Warenhaus Knopf, Straßburg (1898)
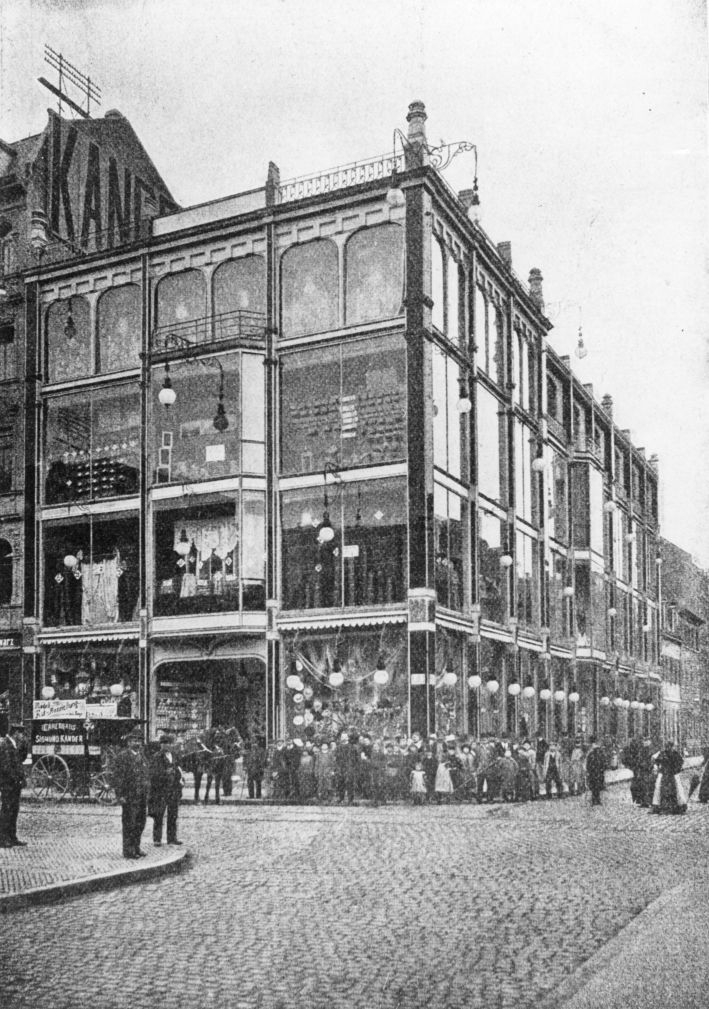
Warenhaus S. Kander, Mannheim (1902)
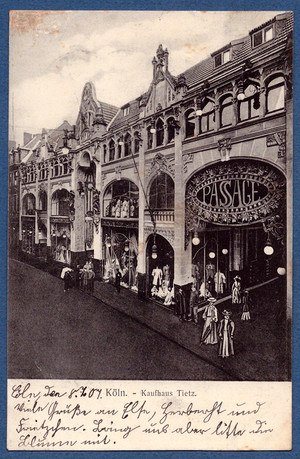
„Passagebau“ Tietz, Köln (1902)
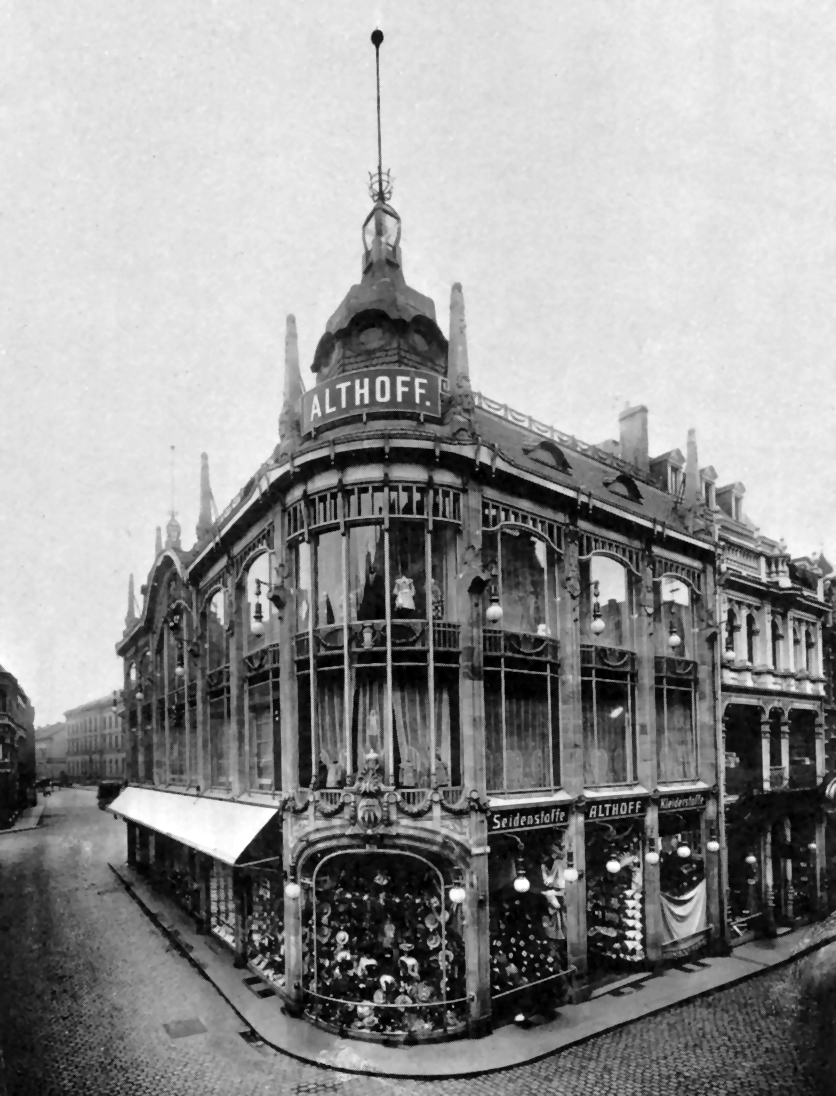
Warenhaus Althoff, Essen (1903)
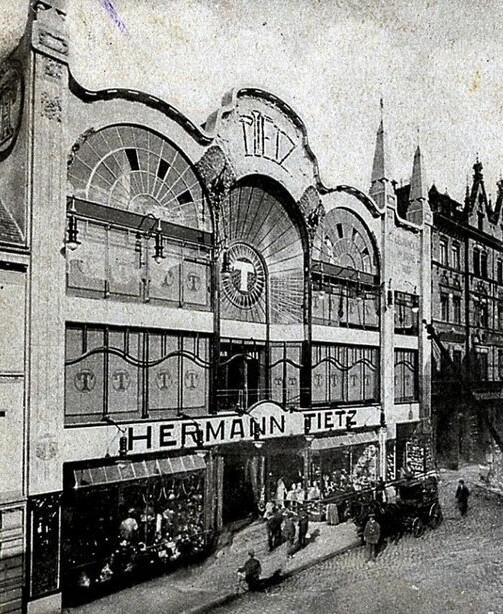
Warenhaus H. Tietz, Gera (1904)
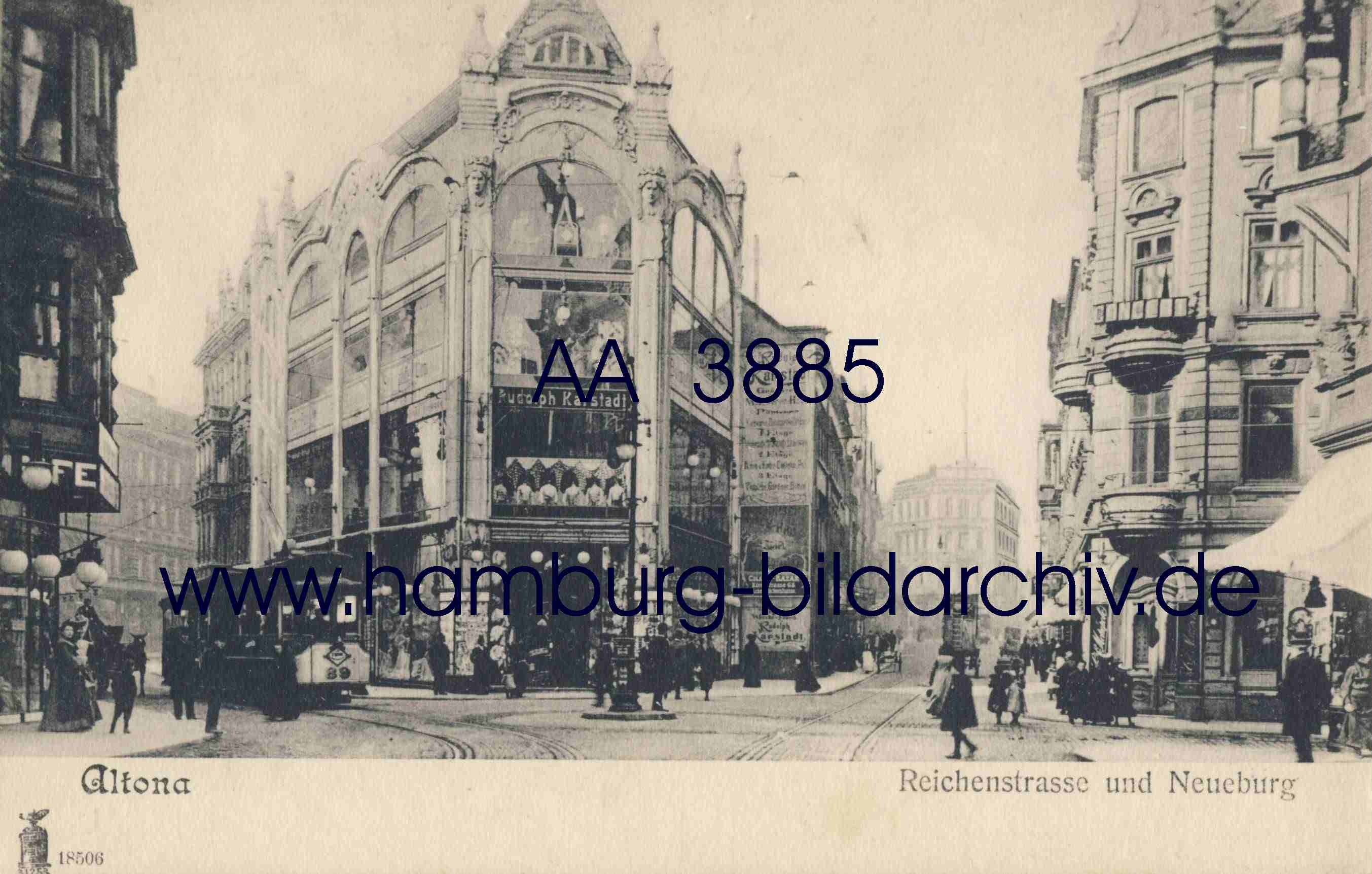
Karstadt, Altona (1903)
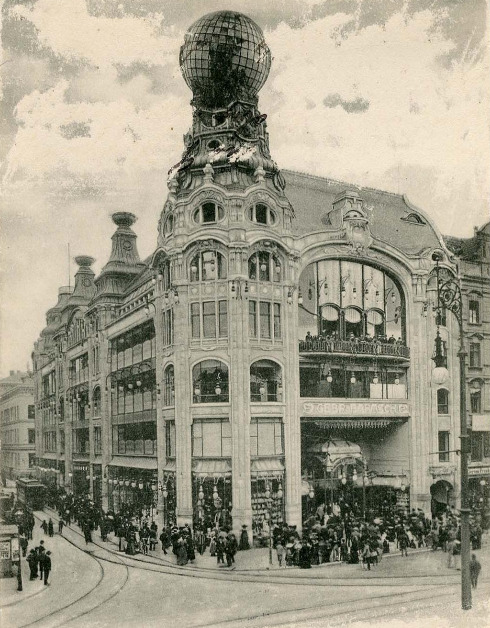
Warenhaus Barasch, Breslau (1904)
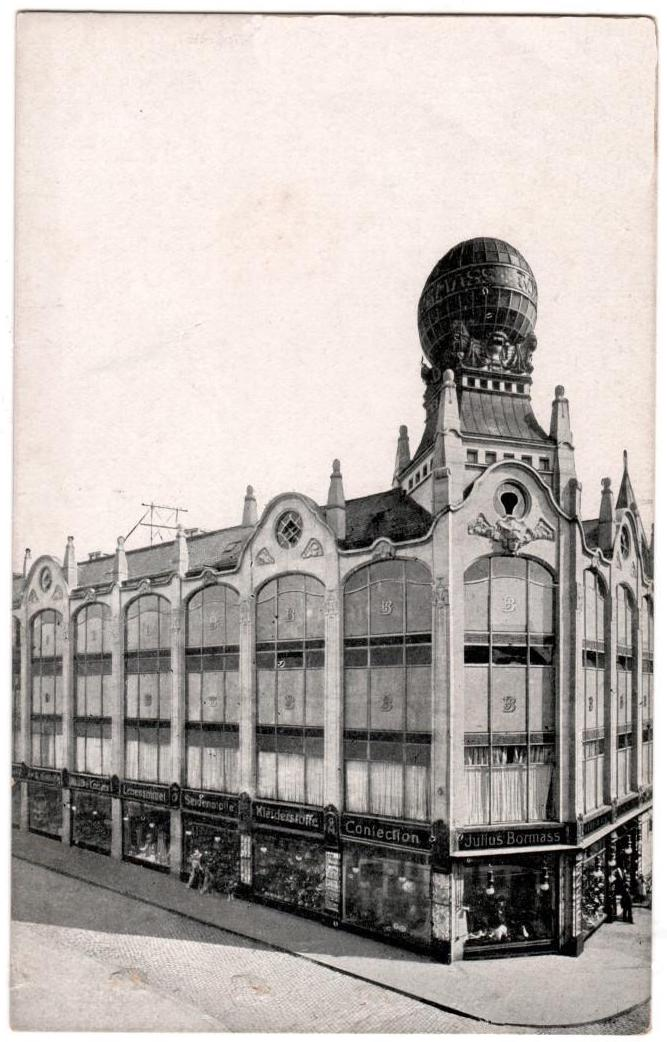
Warenhaus Bormass, Wiesbaden (1905)